# Éléonore Duplay

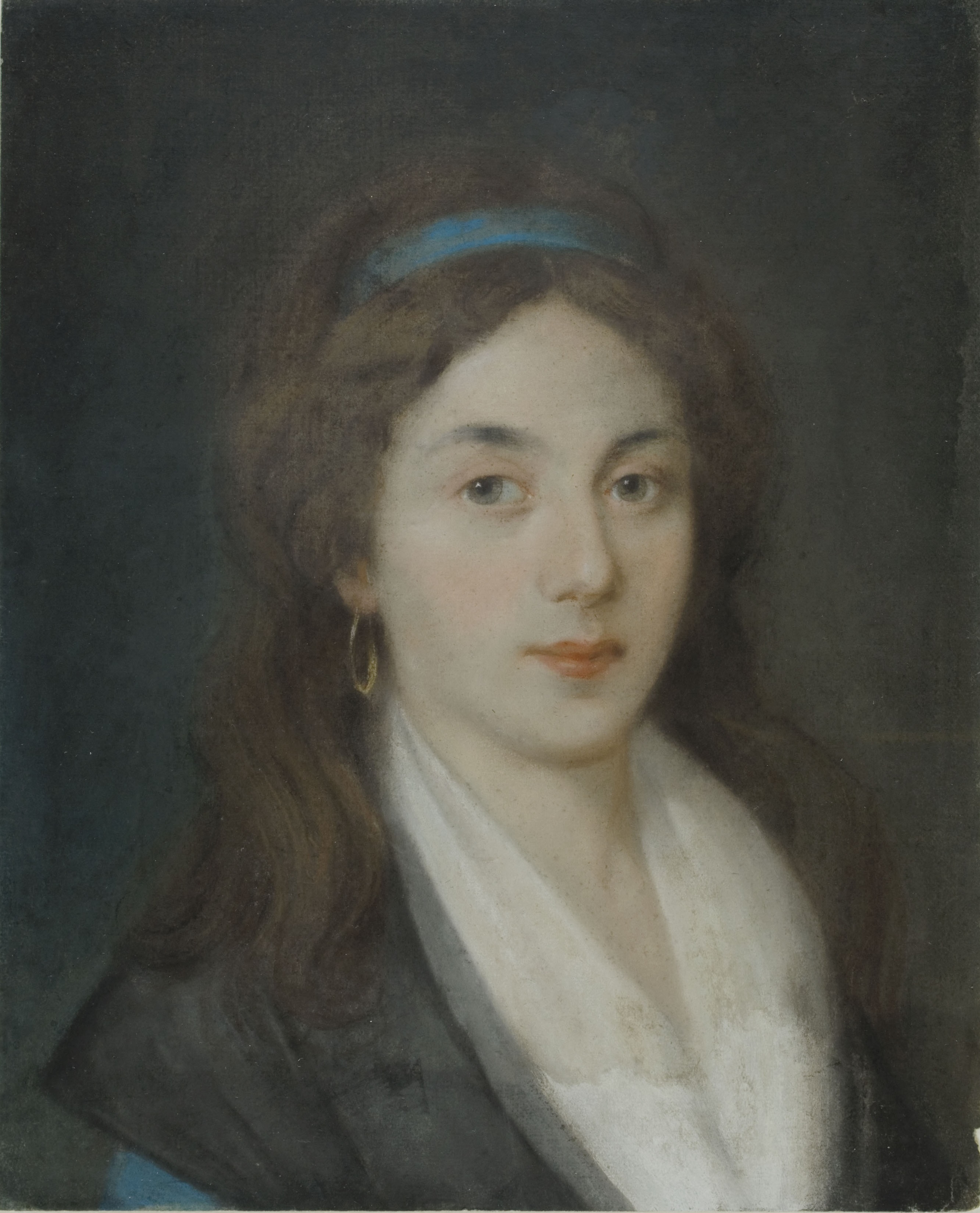
Éléonore Duplay, Musée Carnavalet, um 1790

Éléonore Duplay, genannt Cornélie (* 1768 in Paris; † 26. Juli 1832 in Paris) ist eine historische Person im Zusammenhang mit der Französischen Revolution. Angeblich war sie die Verlobte des Politikers Maximilien de Robespierre.

## Leben
Éléonore war die älteste Tochter von fünf Kindern des Schreinermeisters Maurice Duplay (1736–1820) und seiner Frau Françoise-Éléonore Vaugeois. In der Familie wurde sie Cornélie nach Cornelia, Mutter der Gracchen gerufen. Während der Französischen Revolution nahm Éléonore Malunterricht bei Jean-Baptiste Regnault an der Académie des inscriptions et belles-lettres.
Laut ihrer jüngeren Schwester Élisabeth Le Bas, verheiratet mit Philippe-François-Joseph Le Bas, war Éléonore Maximilien de Robespierre versprochen. Sie weist darauf allerdings nur in einem Satz in ihren Memoiren hin. Eine Gegendarstellung ist bei der Schwester Robespierres, Charlotte Robespierre, zu finden, die nicht davon überzeugt war, dass Robespierre und Éléonore ein Paar waren; die Authentizität der Publikation Charlottes ist jedoch umstritten. Éléonore teilte Robespierres politische Ansichten. Am 9. Thermidor (27. Juli 1794) wurde Robespierre vom Nationalkonvent verhaftet. Unter den Verhafteten waren auch Éléonore, Élisabeth und deren sechs Wochen alter Sohn. Robespierre wurde am darauffolgenden Tag hingerichtet. Die Frauen wurden am 8. Dezember 1794 freigelassen, da ihnen kein Verbrechen nachgewiesen werden konnte. Nach der Hinrichtung von Robespierre trug Éléonore angeblich für den Rest ihres Lebens Trauer und war bekannt als la Veuve Robespierre (die Witwe Robespierre). Inwieweit dies wahr oder ein thermidorianischer Mythos war, ist nicht durch Quellen belegt. 
Éléonore Duplay starb am 26. Juli 1832 in Paris und wurde auf dem Pariser Friedhof Père-Lachaise bestattet.

## Sonstiges
Die Figur der Éléonore Duplay taucht unter anderem in den Spielfilmen Danton von Andrzej Wajda und Die Französische Revolution von Robert Enrico auf. Sie spielt auch eine Rolle in dem Theaterstück Robespierre von Romain Rolland.